# Catedral de Petrópolis
La Catedral de San Pedro de Alcántara en Petrópolis, Brasil, cerca de Río de Janeiro, está dedicada al santo patrón de la Monarquía brasileña, y es uno de los edificios que conforman la denominada Ciudad Imperial de Petrópolis. Es la catedral de la diócesis de Petrópolis.
Petrópolis había sido fundada por Pedro II a mediados del siglo XIX, y había visto surgir imponentes edificios vinculados a la Casa Imperial. Había una pequeña iglesia frente al Palacio Imperial, aunque los planos iniciales de la nueva ciudad preveían la construcción de una gran catedral. Sin embargo, solo en 1884 dieron comienzo las obras del nuevo templo, siguiendo el proyecto de Francisco Caminhoá y bajo la dirección de Manuel Pereira Jerônimo. [cita requerida]
El estilo es neogótico  francés del siglo XVIII a base de piedra y cantería de granito y la planta sigue la cruz latina y organización en tres naves con crucero. Tras muchas interrupciones, la obra concluyó en 1925, si bien la torre no sería terminada hasta 1969. En su interior, se encuentran enterrados desde el primer cuarto del siglo XX, el emperador Pedro II, su esposa y otros miembros de la Dinastía de Braganza.